# Gora Dzerzjinskaja
Gora Dzerzjinskaja eller Dzerzjinskijberget (ryska: Гора́  Дзержи́нская) är det högsta berget i Belarus och har fått sitt namn efter Felix Dzerzjinskij.
Det ligger i Minsks voblast, i den centrala delen av landet, 30 km väster om huvudstaden Mіnsk. Toppen på Gora Dzerzjinskaja är 354 meter över havet, eller 1 meter över den omgivande terrängen. Bredden vid basen är 0,05 km.
Terrängen runt Gora Dzerzjinskaja är huvudsakligen platt. Gora Dzerzjinskaja är den högsta punkten i trakten. Närmaste större samhälle är Dziarzjynsk, 19,3 km söder om Gora Dzerzjinskaja.